# Barraca de feria
Barraca de feria, o simplemente La feria, es una pintura al óleo realizada por Pablo Picasso en 1900 en París y que actualmente forma parte de la colección permanente del Museo Picasso de Barcelona en la sala 7.

## Descripción
Esta obra fue ejecutada por Picasso durante su primera estancia en París el otoño de 1900. Llamada también La feria, se enmarca dentro de la serie de obras que Picasso realizó en torno a la vida nocturna parisina, en que son patentes las influencias de artistas como Steinlen y Toulouse-Lautrec. Formó parte de la exposición  Vollard de 1901 en París (según Daix y Palau se trata del núm. 59 de la "Exposition de tableaux de F.Iturrino te de P-R. Picasso").
La temática y composición de Barraca de feria hacen referencia a la obra capital de Picasso de este primer viaje a París, Le Moulin de la Galette, que actualmente se encuentra en el Solomon R. Guggenheim Museum de Nueva York y que pudo ser contemplada en el Museo Picasso de Barcelona durante la exposición Devorar París, en el año 2011.
La aplicación de la pincelada es fluida y su disposición crea un juego de insinuaciones en las que la atmósfera del ambiente de los circos ambulantes instalados en París recoge una iconografía anterior, a la vez que preludia temas ulteriores. Se puede observar un cierto juego con el espectador: la mujer del ángulo inferior derecho está mirando directamente al espectador como si le invitara a participar.
Daix apunta que, probablemente, esta es una feria que se instalaba en el bulevard Clichy de París desde el comienzo del otoño hasta  Reyes. Los circos ambulantes de los bulevares de París se convierten en espacios de visita frecuentes para el joven Picasso y sus amigos durante sus primeras estancias en esta ciudad.
Adquirida por el Museo Picasso en el año 2005, por su temática y composición se inscribe dentro del conjunto de obras que ya tiene el Museo Picasso de este periodo y que muestran el primer contacto del joven Picasso con las vanguardias parisinas, como El abrazo, El final del número o La espera (Margot).

## Exposiciones relevantes
- 1901 - Gallerie Vollard, París
- 1955 - Picasso 1900-1955 Múnich, Haus Kunst.
- 1955 - Picasso 1900-1955 Rheinisches Museum Köln-Deutz.
- 1956 - Picasso 1900-1955 Kunsthalle de Hamburgo
- 2006 - Fondation Pierre Gianadda, Martigny (Suiza)